# Premis Ondas 2012
Els Premis Ondas 2012 van ser la cinquanta-novena edició dels Premis Ondas, es va celebrar el 29 de novembre de 2012 des del Gran Teatre del Liceu de Barcelona.
La retransmissió de la gala va estar presentada per la periodista Gemma Nierga qui va tornar a encarregar-se de dirigir la cerimònia i els seus acompanyants Àngels Barceló, José Antonio Ponseti, Pepa Bueno, Frank Blanco i Carlos Martínez s'encarregaren de l'entrega dels premis. Entre els guardonats, també van tenir cabuda actuacions musicals en directe d'artistes com Pablo Alborán, India Martínez, Juan Magán o Belinda. Per altra banda, els humoristes del programa "Ilustres ignorantes" emès a Canal + (Javier Coronas, Javier Cansado i Pepe Colubi) van ser els que van posar l'humor a la gala.
Destacar que la gala fou produïda per LOS40 TV i Planet Events per la seva difusió en diferit en Canal+ 1, a partir de les 23:00 hores del mateix dia.

## Premis nacionals de televisió
- Millor programa d'entreteniment: La voz (Telecinco).
- Millor cobertura especial o informativa: Jon Sistiaga (Canal +).
- Millor presentador: Jordi Hurtado (Saber y ganar, La 2).
- Millor presentadora: Anne Igartiburu (TVE).
- Millor ficció nacional: Isabel (TVE).[11]
- Millor ficció estranjera: Downton Abbey (Antena 3).
- Millor minisèrie: El ángel de Budapest (TVE).
- Millor intèrpret masculí de ficció nacional: Mariano Peña (Aída, Telecinco).
- Millor intèrpret femení de ficció nacional: Concha Velasco (Gran Hotel, Antena 3).
- Millor programa emès per cadenes no nacionals: Arucitys (8tv).

## Premis nacionals de ràdio
- Premi especial del jurat: Luis del Olmo (ABC Punto Radio).
- Millor programa de ràdio: Carne cruda (RNE).
- Premi a la trajectòria professional: 40è aniversari d'Hora 25 (Cadena SER).
- Premi al millor tractament informatiu: Programa Documentos. Carrillo: del puño cerrado a la mano abierta (RNE).
- Premi a la innovació radiofònica: TEA FM.(www.teafm.net)
- Premi a la ràdio musical: Javi Nieves (Cadena 100).

## Premis nacionals de publicitat en ràdio
- Millor cunya de ràdio: Plumero (Anunciant: La Primitiva / Agència: McCann Erickson).
- Millor campanya de ràdio: Superación (Anunciant: CAM/Banc Sabadell / Agència: Scpf.
- Millor equip creatiu de publicitat en ràdio: McCann Erickson.
- Premi especial del jurat: Fernando Antolín, (Gerent de mitjans i publicitat d'El Corte Inglés).

## Premi Ondas Iberoamericà de ràdio i televisió
- Millor programa de ràdio: La W (W Radio - Colòmbia).
- Millor programa de televisió: El encanto del águila (Televisa - Mèxic).[12]
- Premio a la trajectòria més destacada: Don Francisco (Mario Kreutzberger).

## Premis Internacionals de ràdio
- El muro del silencio - Mauern des Schweigens – Kinderraub in Spanien (Bayerischer Rundfunk - Alemanya).
- Menció especial del jurat: Bukhara Broadway - Klangspuren einer Emigration Rundfunk Berlin-Brandenburg / Kulturradio. Alemanya.

## Premis Internacionals de televisió
- Der letzte schöne Tag Westdeutscher Rundfunk (Alemanya).
- Menció especial del jurat: La parte de atrás (TVE)

## Premi especial de la música
- Eros Ramazzotti.